# بازگشت یک شرور
بازگشت یک شرور (به هندی: Ek Villain Returns) فیلمی هندی محصول سال ۲۰۲۲ و به کارگردانی موهیت سوری است. در این فیلم بازیگرانی همچون جان آبراهام، آرجون کاپور، دیشا پاتانی، تارا سوتاریا، جی.دی چاکراوارتی، شاد راندهاوا و ریتیش دشموک ایفای نقش کرده‌اند. این فیلم دنباله معنوی فیلم یک شرور محصول ۲۰۱۴ است.